# Zodariidae

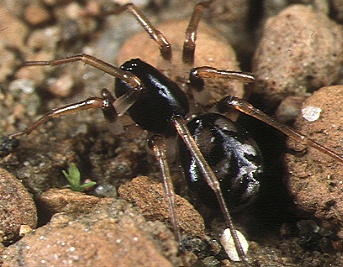
Mallinella shimojanai, femelă

Zodariidae este o familie de păianjeni araneomorfi.

## Descriere
Acestei familii îi este caracteristică mimicria. Păianjenii se aseamănă cu unele specii de furnici. Ei sun mici, de 2 - 20 mm în lungime. 

## Modul de viață
Mimitismul cu furnicile la păianjeni este răspândit (întâlnită și la păianjenii de genul Myrmarachne, familia Salticidae), modul în care păianjenii din această familie își duc viața este neobișnuit. Deși fiecare specie de păianjen poartă o asemănare morfologică cu furnicile, cu care se hrănesc, ea nu este foarte exactă (furnicile au antene și 6 picioare, păianjenii nu au antene și au 8 picioare etc.). De aceea păianjenii imit perfect comportamentul furnicilor. În timpul deplasării păianjenii țin prima pereche de picioare ridicate. Astfel, ele au aspectul unor antene, chiar și mișcă la fel. Datorită acestor trăsături, păianjenii intră fără probleme în mușuroiul furnicilor și locuiesc liber în interior. În cadrul mușuroiului păianjnenii se deplaseză pe 3 perechi de picioare. Dacă întâlnesc o furnică, ei ating antenele insectei cu prima pereche de picioare, la fel cum ar atinge o altă furnică. Păianjenii zodariidae se hrănesc cu furnicile din mușuroiul în care trăiesc. În cazul în care păianjenii este observat cu o furnică vânată, ei se prefac că duc o furnică moartă în afara mușuroiului. În așa fel, păianjneii nu ridic nicio suspiuciune, și-și tansportă prada în vizuina sa. 

Datorită mimicriei, acești păianjnei nu sunt vânați de dușmanii săi, cum ar fi păsările, viespele sau alte furnici.

## Răspândire

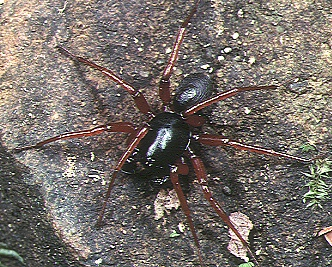
Mallinella fulvipes, mascul

Sunt larg răspândiți în Europa Centrală (inclusiv România), Australia și America de Sud,  mai rar în Asia Centrală, Africa, Japonia, India, Indochina și Indonezia, cu excepția Borneo.

## Genuri
Actualmente (2009) familia cuprinde 905 specii grupate în 77 genuri.
- Subfamilia Cydrelinae Simon, 1893

- Aschema Jocqué, 1991
- Caesetius Simon, 1893
- Capheris Simon, 1893
- Cydrela Thorell, 1873
- Procydrela Jocqué, 1999
- Psammoduon Jocqué, 1991
- Psammorygma Jocqué, 1991
- Rotundrela Jocqué, 1999

- Subfamilia Cyriocteinae Jocqué, 1991

- Cyrioctea Simon, 1889

- Lachesaninae Jocqué, 1991

- Antillorena Jocqué, 1991
- Australutica Jocqué, 1995
- Lachesana Strand, 1932
- Lutica Marx, 1891

- Subfamilia Sterenomorphinae Simon, 1893

- Chariobas Simon, 1893
- Cicynethus Simon, 1910
- Madrela Jocqué, 1991
- Storenomorpha Simon, 1884
- Thaumastochilus Simon, 1897

- Subfamilia Storeninae Simon, 1893

- Amphiledorus Jocqué & Bosmans, 2001
- Asceua Thorell, 1887
- Asteron Jocqué, 1991
- Basasteron Baehr, 2003
- Cavasteron Baehr & Jocqué, 2000
- Chilumena Jocqué, 1995
- Cybaeodamus Mello-Leitão, 1938
- Euasteron Baehr, 2003
- Forsterella Jocqué, 1991
- Habronestes L. Koch, 1872
- Hermippus Simon, 1893
- Hetaerica Rainbow, 1916
- Ishania Chamberlin, 1925
- Leprolochus Simon, 1893
- Leptasteron Baehr & Jocqué, 2001
- Mallinella Strand, 1906
- Minasteron Baehr & Jocqué, 2000
- Neostorena Rainbow, 1914
- Nostera Jocqué, 1991
- Pax Levy, 1990
- Pentasteron Baehr & Jocqué, 2001
- Phenasteron Baehr & Jocqué, 2001
- Platnickia Jocqué, 1991
- Pseudasteron Jocqué & Baehr, 2001
- Selamia Simon, 1873
- Spinasteron Baehr, 2003
- Storena Walckenaer, 1805
- Storosa Jocqué, 1991
- Subasteron Baehr & Jocqué, 2001
- Tenedos O. P.-Cambridge, 1897
- Tropasteron Baehr, 2003
- Zillimata Jocqué, 1995

- Subfamilia Zodariinae Thorell, 1881

- Akyttara Jocqué, 1987
- Diores Simon, 1893
- Dusmadiores Jocqué, 1987
- Heradida Simon, 1893
- Mallinus Simon, 1893
- Mastidiores Jocqué, 1987
- Microdiores Jocqué, 1987
- Palaestina O. P.-Cambridge, 1872
- Palfuria Simon, 1910
- Ranops Jocqué, 1991
- Suffasia Jocqué, 1991
- Trygetus Simon, 1882
- Zodarion Walckenaer, 1826

- incertae sedis

- Colima Jocqué & Baert, 2006
- Cryptothele L. Koch, 1872 (Southeast Asia)
- Epicratinus Jocqué & Baert, 2006
- Euryeidon Dankittipakul & Jocqué, 2004
- Heradion Dankittipakul & Jocqué, 2004
- Holasteron Baehr, 2004
- Masasteron Baehr, 2003
- Notasteron Baehr, 2001
- Tropizodium Jocqué & Churchill, 2005
- Zodariellum Andreeva & Tyschchenko, 1968